# Turčiansky Ďur
Turčiansky Ďur (allemand : Sankt Georg, hongrois : Turócszentgyörgy) est un village de Slovaquie situé dans la région de Žilina.

## Histoire
La première mention écrite du village date de 1352.

## Démographie

### Évolution de la population
| Année:               | 1994. | 2004.    | 2014.   | 2024.   |
| -------------------- | ----- | -------- | ------- | ------- |
| Nombre de personnes: | 156   | 193      | 175     | 164     |
| Différence:          |       | +23,71 % | -9,32 % | -6,28 % |

| Année:               | 2023. | 2024.   |
| -------------------- | ----- | ------- |
| Nombre de personnes: | 165   | 164     |
| Différence:          |       | -0,60 % |